# Tarakvere
Tarakvere (tyska: Terrastfer) är en by (estniska: küla) i Mustvee kommun i landskapet Jõgevamaa i östra Estland. Byn ligger vid ån Tarakvere jõgi, söder om småköpingen Torma.
I kyrkligt hänseende hör byn till Torma församling inom den Estniska evangelisk-lutherska kyrkan.
Före kommunreformen 2017 hörde byn till dåvarande Saare kommun.